# بن كبير الأذنة
بن كبير الأذنة (الاسم العلمي: Coffea magnistipula)، هو نوع من النباتات المُزهرة من فصيلة الفوية. إنها شجيرة تستوطن غابات غينيا السفلى في غرب إفريقيا الاستوائية، وتحديداً هضبة جنوب الكاميرون وشايلو ماسيف في الغابون. اسمها العلمي مشتق من الأذنات الكبيرة التي تتجمع فيها مياه الأمطار والفضلات. يعتبر هذا النبات نادر بين أنواع القهوة بسبب وجود جذور عرضية فيه